# Котелино
Котелино — село в Кадомском районе Рязанской области России, административный центр Котелинского сельского поселения.

## История
Первое упоминание относят к 1602 году: «По выписи Федора Обрескова 110 (1602 г.) году и по Кадомским дозорным книгам 129 и 130 году и по писцовым книгам 198 годов написано за отцом его Ивановым за Михаилом Кошаевым и за ним Иваном в Кадомском уезде деревня Котелня, а к ней поверстной лес и бортные ухожья и сенные покосы и росчиси по реке Мокше по обе стороны речки Еналею вверх по левеой стороне и по иным урочищам смежно с иными помещики и вотчинники и с мордовскими и с татарскими и с новокрещенскими лесами и с бортными ухожьи» [ИТУАК 1891].
В 1768 году в селе была построена деревянная церковь Николая чудотворца. В 1866 году имелось предприятие крупного рогатого скота. В списке населённых мест Тамбовской губернии значилось как владельческое село Кателино Елатомского уезда. Указаны: православная церковь, пристань, завод рогатого скота. По сведениям «Первой всеобщей переписи населения Российской империи 1897 года» в селе Котелино Елатомского уезда проживало 1 682 человека. В 1909 году на землях Е. Н. Солодовой рядом с обветшавшим храмом 1768 года начато строительство каменной Никольской церкви, которое было завершено в 1916 году. По сведениям 1914 года в селе работал винокуренный завод. В 2002 году в с. Котелино началась реставрация Никольской церкви. В 2009 году были освящены источник во имя Всех Святых и оборудованная около родника купальня.

## Археология
Северо-восточная часть Рязанской области, где расположен Кадомский район, по мнению ряда исследователей, входила в ареал распространения балановской культуры или являлась зоной контактов между окско-деснинской, балановской и нижнеокской группами фатьяновской культуры. Присутствие балановской керамики в Кадомском районе на поселении Кокуй было зарегистрировано еще в 1930 году Н. В. Говоровым. В 1970 и 1988 гг. на этом поселении В. Н. Шитовым были проведены небольшие работы, в процессе которых также были найдены фрагменты балановских сосудов. Находки же каменных топоров на территории Кадомского района зарегистрированы совсем недавно. Авторами опубликованы 2 каменных топора из окрестностей с. Котелино.

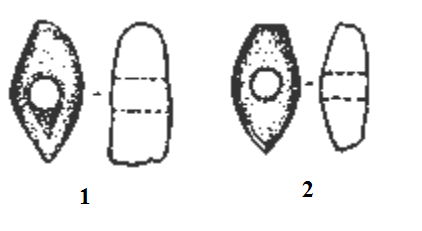
Каменные топоры из окрестностей с. Котелино

1. Ромбический каменный сверленый топор-молоток. Длина 10,3 см, наибольшая ширина 5,9 см. Длина лезвия 4,5 см. Диаметр сверлины л. и т. 2,2 см. Обушок слегка отбит. Найден у с. Котелино.
2. Усеченно-конический молотковидный топор. Длина 9,3 см, наибольшая ширина 5,3 см. Длина лезвия 2 см. Диаметр сверлины л. и т. 2.1 см. Найден у с. Котелино.

## География
Находится на впадении реки Урзева в реку Мокша.
Западнее в 0,5 км находится село Дарьино.

## Население
| 1984 | 2010 |
| ---- | ---- |
| 530  | ↘175 |

По состоянию на 2017 год — 145 человек

## Достопримечательности
В центре села расположена Никольская церковь в Котелино.
В 2009 году севернее села у реки Мокши был открыт святой источник, расположенный в низине среди холмистой местности, к северу протекает река Мокша, с левого берега которой открывается красивейший вид на просторы Кадомского района...
Памятник воинам-землякам, отстоявшим честь, свободу независимость Родины..

## Транспорт
До ближайшей железнодорожной станции Кустарёвка- 20 км по автодороге. Расстояние по автодороге до районного центра Кадома — 23 км, до города Сасово — 39 км.